# North Downs
Les North Downs sont une chaîne de collines crayeuses situées à cheval sur les comtés de Surrey et de Kent, dans le Sud-Est de l'Angleterre. Elles s'étendent de Farnham à l'ouest jusqu'aux falaises blanches de Douvres, sur la mer du Nord, à l'est. Elles comprennent deux zones classées AONB : celle des Surrey Hills dans le Surrey et celle des Kent Downs dans le Kent.
Le massif culmine à 270 m d'altitude à Botley Hill, dans le Surrey. Il abrite également le point culminant du Kent, Betsom's Hill (251 m), et celui du Grand Londres, Westerham Heights (245 m).
Les North Downs s'opposent aux South Downs, qui s'étendent plus au sud, entre le Hampshire et le Sussex. Ces deux chaînes de collines sont séparées par la région du Weald.

Coupe géologique du Kent montrant les Downs et le Weald.

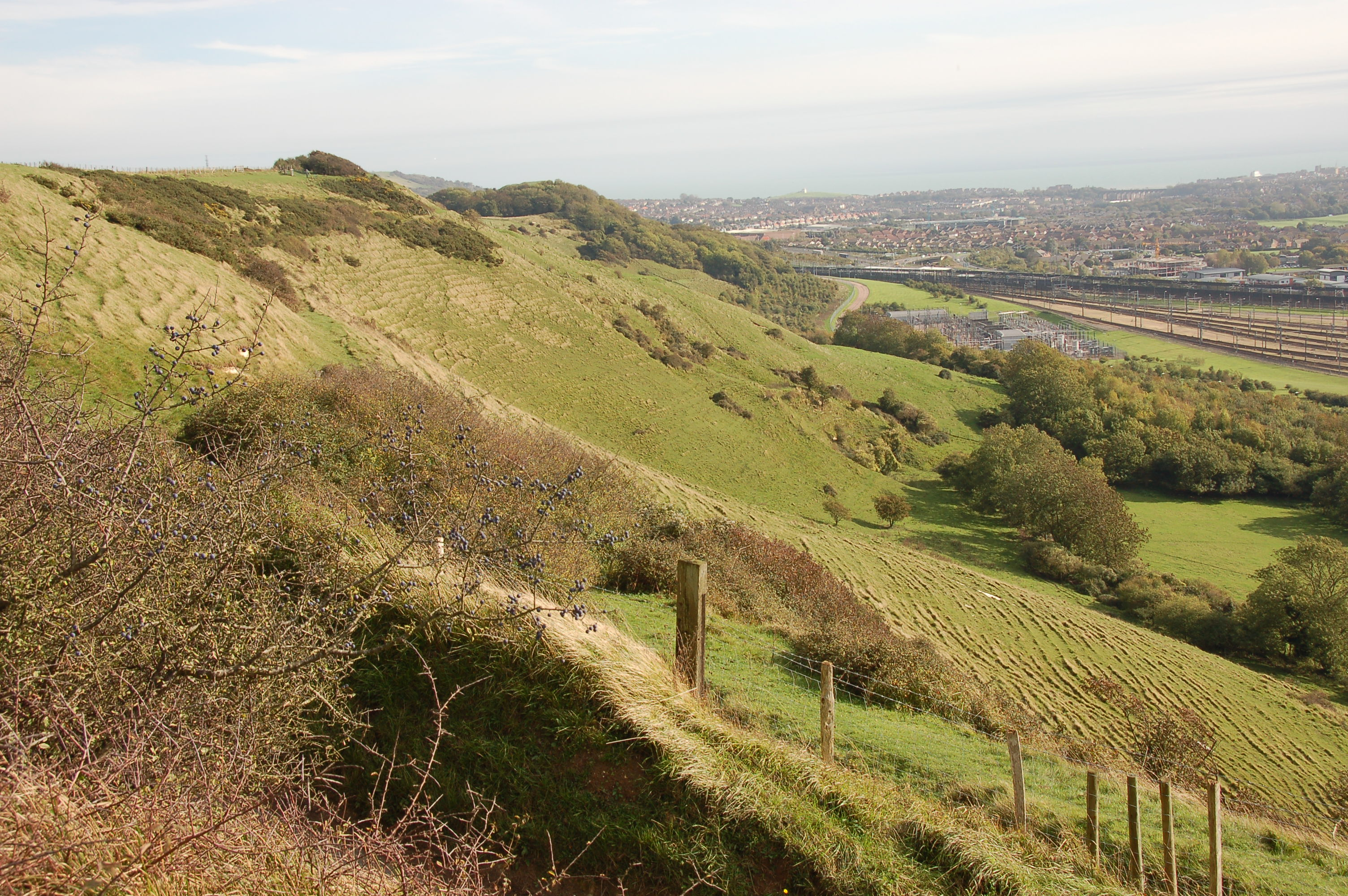
North Downs au-dessus de Folkestone.

## Toponymie
Downs vient du vieil anglais dun, qui signifie « colline ».